# PauT
pauT (* 21. Juli 1983 in Wien, bürgerlich Paul Schreier) ist ein österreichischer Singer-Songwriter. Er veröffentlicht seine Lieder unter dem Lindo Label.

## Werdegang
Schreier wuchs im 10. Wiener Gemeindebezirk auf. 1988 übersiedelte er mit seinen Eltern nach Baden bei Wien. In seinen jungen Jahren lernte Schreier Blockflöte und Klarinette zu spielen. Im Alter von 12 Jahren begann er, E-Gitarre und Bass zu spielen.
1999 gründete Schreier mit einigen Freunden die Band „Nasty Crew“. Diese benannte sich dann später in „Westpol“ um. Mit Westpol konnte Schreier einige Endrunden von österreichischen Musikwettbewerben erreichen. 2006 gewann Schreier mit der Band Westpol den "88.6 Big City Light" Contest. 2008 veröffentlichte Westpol das erste und einzige Album Die elegante Variante. Neben seinem musikalischen Erfolg mit Westpol schloss Schreier 2001 ein Klarinetten-Konzertfach-Studium ab und begann 2002 auch ein Studium für E-Bass.
2009 stieg pauT in die Band Der Nino aus Wien ein und gründete gleichzeitig das Solo-Projekt pauT. Mit pauT gewann er sofort mit dem Lied Sepp hat gesagt wir müssen alles anzünden! den FM4 Protestsongcontest 2010. Daraufhin folgt ein dreimonatiges Engagement als Musiker auf der World-Expo in Shanghai. Ab 2010 wirkte Schreier als Bassist, Gitarrist oder auch Keyboarder bei österreichischen Bands wie Krixi, Kraxi und die Kroxn und Raphael Sas mit und veröffentlichte Alben mit diesen. 2011 folgte dann der Einstieg in die Band Clara Luzia. Ab 2015 arbeitete er mit Paul Gallister an seinem neuen unter eigenem Namen veröffentlichten Album PopsTar aus PlasTik, welches dann im August 2018 erschien. Vorab veröffentlichte er hieraus bereits die Singles PopsTar aus PlasTik (2017) und Wer isT das Mädchen miT der coolen Frisur (2018).

## Diskografie

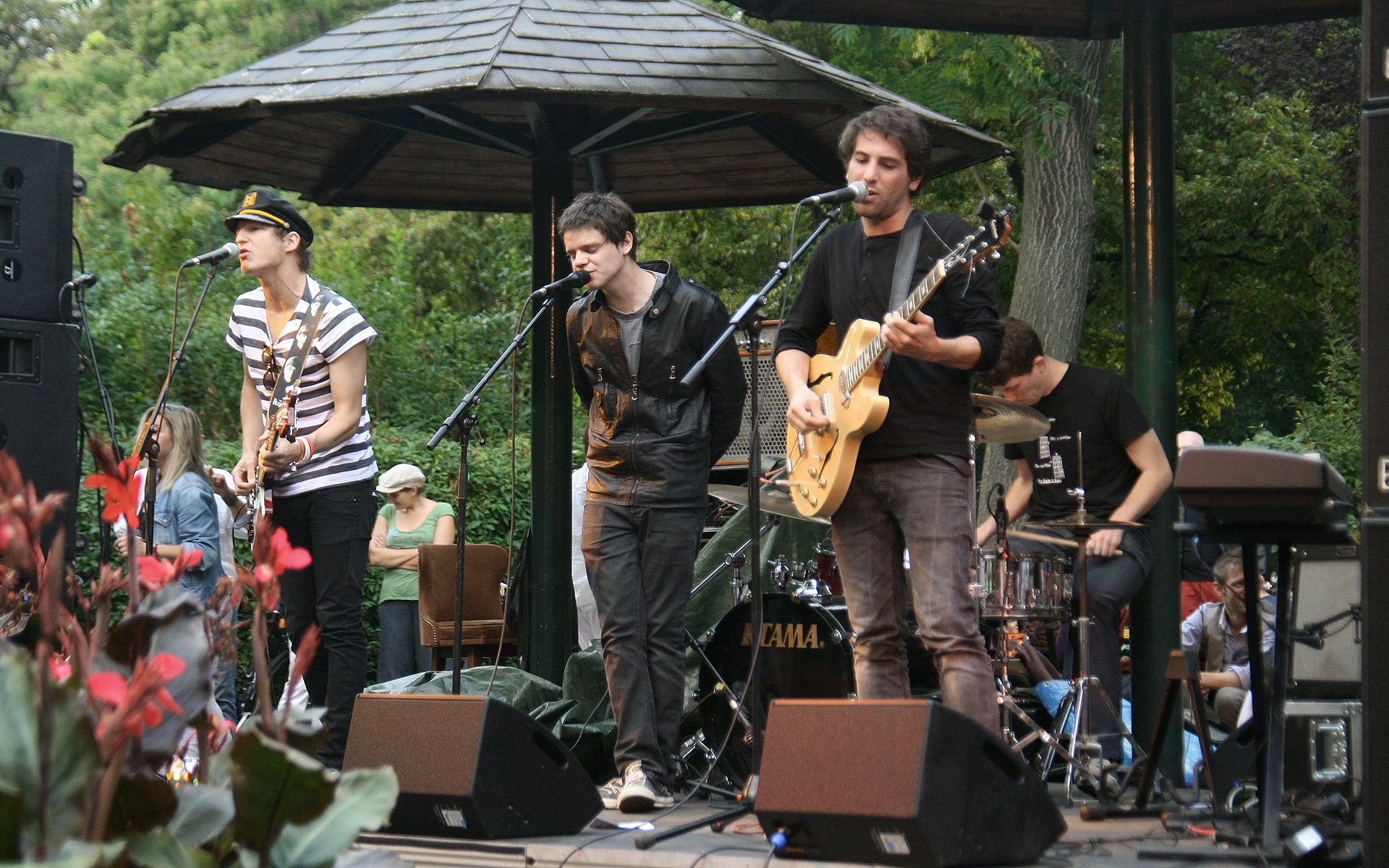
pauT bei Der Nino aus Wien (2011)

### pauT

#### Alben
- 2012: ZuckerbroT und Spiele (Lindo)
- 2018: popsTar aus plasTik (Universal Music Austria)
- 2020: pauT & The greaT kellys - welTraumkaTzen (Problembär Records)

#### Singles und EPs
- 2011: Eine kleine Jazzmusik (Problembär Records)
- 2012: Dancing on the rainbow (Problembär Records)
- 2014: Doppelgänger (MEA Music)
- 2015: Oh No No No (monkey)
- 2017: PopsTar aus PlasTik (Universal Music Austria)
- 2018: wer isT das mädchen miT der coolen frisur? (Universal Music Austria)

### Westpol
- 2008: Die elegante Variante

### Der Nino aus Wien
- 2009: Down in Albern (Problembär Records)
- 2010: Johnny Ramone (7 inch, Problembär Records)
- 2011: Schwunder (Problembär Records)
- 2012: Bulbureal (Problembär Records)
- 2014: Bäume (Problembär Records)
- 2014: Träume (Problembär Records)
- 2015: Immer noch besser als Spinat (Problembär Records / Schallter)
- 2016: Adria (EP, Problembär Records)

### Clara Luzia
- 2013: We are Fish
- 2014: live @ rkh
- 2015: Here's to Nemesis

### Mob (als Gastmusiker)
- 2010: Mob

### Krixi, Kraxi und die Kroxn
- 2011: Die Gegenwart hängt uns schon lange zum Hals heraus

### Raphael Sas
- 2012: Gespenster
- 2015: Nackerte Lieder

## Auszeichnungen
- 2006: 1. Platz 88.6 City Light Contest (mit Westpol)
- 2010: 1. Platz FM4 Protestsongcontest mit dem Lied Sepp hat gesagt wir müssen alles anzünden! (mit pauT)
- 2016: Austrian Music Award in der Kategorie "Alternative Pop / Rock"

### Sonstige erfolgreiche Teilnahmen
- 2005: Finale der Ostrocktrophy (mit Westpol)
- 2007: Finale beim Ö3 Soundcheck (mit Westpol)
- 2014: Herz von Österreich (mit pauT)